# 小行星9671
小行星9671（英語：9671 Hemera）是一颗围绕太阳公转的小行星。1997年10月5日，L. ?arounová在奥德热幽夫发现了此天体。
这颗小行星的绝对星等为340.9130921030114等。小行星9671以希臘神話的白晝女神赫墨拉命名。